# 阿南中央病院
阿南中央病院（あなんちゅうおうびょういん）は、徳島県阿南市宝田町にあった病院で、徳島県災害拠点病院、地域医療支援病院だった。

## 沿革
阿南中央病院の前身である阿南医師会中央病院は、1963年（昭和38年）に開設された全国8番目の医師会立病院（阿南市医師会）である。2013年（平成25年）11月、医師の高齢化と医師不足による少ない医療資源の有効活用、地域医療の維持、地域住民により良い医療資源の提供を行うため、阿南市・厚生連・阿南市医師会が協議を行い阿南共栄病院との合併を基本合意。2016年（平成28年）4月1日よりJA徳島厚生連に阿南医師会中央病院の資産および経営権が譲渡され、阿南中央病院となった。その後、2019年（平成31年）4月30日に阿南共栄病院とともに閉院し、翌日の2019年（令和元年）5月1日に旧阿南中央病院既存棟および東隣に新築した東館をもって阿南医療センターとして開院した。

## 年表
- 1963年（昭和38年） - 阿南市医師会が開放型病院として開設
- 1974年（昭和49年） - 一般外来診療開始
- 1975年（昭和50年） - 日本医師会最高優功賞を受賞
- 2001年（平成13年） - 地域医療支援病院
- 2006年（平成18年） - 専任院長制
- 2007年（平成19年） - 災害拠点病院
- 2013年（平成25年） - JA徳島厚生連、阿南市医師会、阿南市「医療センター設立に向けての覚書」締結、「建設委員会」設置。
- 2014年（平成26年） - 阿南医療センター「基本計画」策定
- 2016年（平成28年） - 阿南市医師会、JA徳島厚生連に阿南医師会中央病院の資産及び経営権譲渡。
- 2019年（平成31年） - 閉院

## 診療科
- 内科
- 循環器内科
- 消化器内科
- 糖尿病内科
- 外科
- 乳腺外科
- 消化器外科
- 呼吸器外科
- 脳神経外科
- 心臓血管外科
- 整形外科
- リハビリテーション科
- 泌尿器科
- 放射線科
- 麻酔科
- 眼科
- 婦人科
- 病理診断科